# Maya Ruins of Lubaantun
Maya Ruins of Lubaantun är en fornlämning i Belize.   Den ligger i distriktet Toledo, i den södra delen av landet, 110 km söder om huvudstaden Belmopan. Maya Ruins of Lubaantun ligger 49 meter över havet.
Terrängen runt Maya Ruins of Lubaantun är kuperad åt nordväst, men åt sydost är den platt. Runt Maya Ruins of Lubaantun är det mycket glesbefolkat, med 4 invånare per kvadratkilometer.. Närmaste större samhälle är San Pedro, 1,2 km sydost om Maya Ruins of Lubaantun.
I omgivningarna runt Maya Ruins of Lubaantun växer i huvudsak städsegrön lövskog.